# Île Rainer
L'île Rainer (enrusse : Остров Райнера, Ostrov Raïnera) est une île de la terre François-Joseph.

## Géographie
Située en Terre de Zichy, à 2,5 km à l'est de l'île Karl-Alexander dont elle est séparée par le détroit Scott Keltie, elle est de forme arrondie (diamètre : 14 km). Son point culminant mesure 316 m d'altitude. Elle est entièrement recouverte par une calotte glaciaire à l'exception du Cap Bourmann au nord.

## Histoire
Découverte le 5 avril 1874 par Julius von Payer et Karl Weyprecht, elle a été nommée en l'honneur de l'archiduc Rainer d'Autriche. Evelyn Briggs Baldwin et Walter Wellman y passent en 1899. 